# Luz de Inverno
Nattvardsgästerna (Os comungantes / Luz de Inverno) é um filme sueco de 1963 escrito e dirigido por Ingmar Bergman. O filme acompanha Tomas Ericsson, pastor duma pequena igreja rural sueca, enquanto ele lida com uma crise existencial e o seu cristianismo.
Este filme é o segundo numa série tematicamente relacionada, seguindo Såsom i en spegel e seguido por Tystnaden, os quais por vezes são considerados uma trilogia. A produção de Nattvardsgästerna foi documentada no filme Ingmar Bergman gör en film (inglês: Ingmar Bergman Makes a Movie) do diretor sueco Vilgot Sjöman.
O título em sueco corresponde aos que, na liturgia cristã, participam da Eucaristia, sendo corretamente traduzido como "os comungantes", título com o qual o filme foi originalmente lançado na maioria dos países não anglófonos. Recentemente, no entanto, por influência da versão americana o filme tende a ser relançado como Luz de Inverno.

## Elenco
- Gunnar Björnstrand - Tomas Ericsson, pastor
- Ingrid Thulin - Märta Lundberg, professora
- Max von Sydow - Jonas Persson, pescador
- Gunnel Lindblom - Karin Persson, sua esposa
- Allan Edwall - Algot Frövik, sacristão
- Olof Thunberg - Fredrik Blom, organista
- Elsa Ebbesen - Magdalena Ledfors, uma viúva
- Kolbjörn Knudsen - Knut Aronsson